# Катастрофа EMB 110 под Данкесвиком
Катастрофа EMB 110 под Данкесвиком — авиационная катастрофа, произошедшая 24 мая 1995 года. Авиалайнер Embraer EMB-110P1 Bandeirante авиакомпании Knight Air выполнял плановый рейс NE816 по маршруту Лидс—Абердин, но через 4 минуты после взлёта потерял управление и рухнул на землю около Данкесвика. Погибли все находившиеся на его борту 12 человек — 9 пассажиров и 3 члена экипажа.

## Самолёт
Embraer EMB-110P1 Bandeirante (регистрационный номер G-OEAA, серийный 110256) был выпущен в 1980 году. 23 марта того же года был передан авиакомпании Jersey European Airways, в которой получил бортовой номер G-BHJY. От неё сдавался в лизинг авиакомпаниям Euroair Transport (с 1982 по август 1987 года), National Airways (с августа 1987 года по декабрь 1988 года), ServisAir (с декабря 1988 года по май 1990 года) и Alexandra Aviation Ltd. (до 18 мая 1990 года). 18 мая 1990 года был продан авиакомпании Yorkshire European Airways (борт G-BTAA), от которой также сдавался в лизинг авиакомпании Business Air (с июня 1991 года по февраль 1993 года). 6 января 1994 года был куплен авиакомпанией Knight Air и его б/н сменился на G-OEAA. Оснащён двумя турбовинтовыми двигателями Pratt & Whitney Canada PT6A-34. На день катастрофы налетал 15 348 часов.

## Экипаж
Состав экипажа рейса NE816 был таким:
- Командир воздушного судна (КВС) — 49-летний Джон Кассон (англ. John Casson). Опытный пилот, в авиакомпании Knight Air проработал 1 год и 11 месяцев (с июня 1993 года). В должности командира Embraer EMB-110 Bandeirante — с 21 апреля 1995 года (до этого управлял им в качестве второго пилота). Налетал 3257 часов, 1026 из них на EMB-110.
- Второй пилот — 29-летний Пол Дентон (англ. Paul Denton). Малоопытный пилот, в авиакомпанию Knight Air устроился 4 мая 1995 года (проработал в ней 20 дней) на должность второго пилота Embraer EMB-110 Bandeirante. Налетал 302 часа, 46 из них на EMB-110.

В салоне самолёта работала одна стюардесса — 22-летняя Хелен Ледбеттер (англ. Helen Leadbetter).

## Хронология событий
Рейс NE816 вылетел из Лидса в 17:47 WET, но уже через 1 минуту и 50 секунд после взлёта (в 17:48:50) второй пилот связался с авиадиспетчером аэропорта Лидс-Брадфорд и сообщил о проблеме с работой авиагоризонта и возвращении в аэропорт вылета. Лайнер летел в плохих погодных условиях (ограниченная видимость, низкая облачность и гроза) и экипаж испытывал значительные трудности с сохранением курса при возвращении в аэропорт. В 17:51 WET рейс NE816 резко повернул влево, вошёл в неуправляемое пикирование с потерей высоты и рухнул в поле около Данкесвика, к северу от Харвуда (Северный Йоркшир) и в 10 километрах к северо-востоку от аэропорта Лидс-Брадфорд. Все 12 человек на его борту (3 члена экипажа и 9 пассажиров) погибли.

## Расследование
Расследование причин катастрофы рейса NE816 проводил Отдел по расследованию авиационных происшествий Великобритании (AAIB).
Окончательный отчёт расследования был опубликован 31 мая 1996 года.
Согласно отчёту, во время набора высоты у самолёта отказали один или оба авиагоризонта, что привело к потере управления пилотами и входу самолёта в пикирование, которое превысило нагрузку на фюзеляж и привело к его частичному разрушению незадолго до падения лайнера на землю.

## Культурные аспекты
Катастрофа рейса 816 Knight Air значилась в 23 сезоне канадского документального телесериала Расследования авиакатастроф, но была отменена.